# Malcolm Forsyth

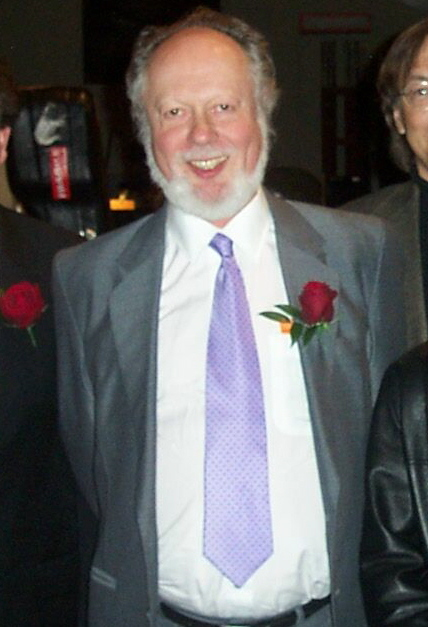
Malcolm Forsyth, 2005

Malcolm Denis Forsyth (* 8. Dezember 1936 in Pietermaritzburg/KwaZulu-Natal; † 5. Juli 2011 in Edmonton/Alberta) war ein südafrikanisch-kanadischer Posaunist, Komponist, Dirigent und Musikpädagoge.

## Leben
Forsyth hatte zunächst Klavierunterricht. An der Universität Kapstadt studierte er Posaune bei Hans Grin, Komposition bei Stefans Grové und Stanley Glasser und Dirigieren bei David Tidboald, Georg Tintner und George Hurst. 1966 erlangte er Mastergrade in den Fächern Dirigieren und Komposition, 1972 den Doktorgrad für Musik. Von 1960 bis 1967 war Forsyth Posaunist im Cape Town Symphony Orchestra. Außerdem gab er privaten Unterricht, lehrte 1967 an der Universität Kapstadt und orchestrierte Werke für die South African Broadcasting Corporation.
1968 wanderte Forsyth nach Kanada aus. Dort spielte er Posaune in den Studioorchestern der CBC und war Bassposaunist (1968–71) und Erster Posaunist (1973–80) des Edmonton Symphony Orchestra. Von 1969 bis 1973 war er Mitglied des Goliard Brass Quintet. 1974 gründete er das Malcolm Forsyth Trombone Ensemble, das er bis 1983 leitete. Außerdem war er von 1975 bis 1983 Dirigent des University of Alberta Brass Quintet und von 1981 bis 1983 des West Wind Chamber Ensemble. Von 1991 bis 2002 leitete er das Sinfonieorchester der University of Alberta. 1978–79 dirigierte er die Edmonton Wind Sinfonia, als Gastdirigent trat er mit dem Orchester der Alberta Ballet Company und anderen Orchestern Kanadas und Südafrikas auf.
An der University of Alberta unterrichtete Forsyth ab 1968 Musiktheorie, Komposition und Posaune. Von 1984 bis 1986 leitete er den Fachbereich Band- und Orchestermusik, und 1985 war er künstlerischer Leiter der Konzertserie Encounters der Universität. Von 1986 bis 1989 war er künstlerischer Leiter des Musikdepartments. Außerdem unterrichtete er ab 1973 am Banff Centre for Arts.
Kompositionsaufträge erhielt Forsythe u. a. vom Canada Council, der CBC, Canadian Brass, dem Montreal Symphony Orchestra und Edmonton Symphony Orchestra, dem Cape Town Symphony Orchestra und Natal Philharmonic und von Musikern wie Maureen Forrester, Judith Forst und Stéphane Lemelin. Sein Cellokonzert Electra Rising, komponiert für seine Tochter Amanda Forsyth, wurde von ihr 1995 mit dem Calgary Philharmonic Orchestra uraufgeführt. Seine Orchestersuite Atayoskewin wurde 1987 mit einem Juno Award als beste klassische Komposition ausgezeichnet. Das Canada Music Council ehrte ihn 1988 als Komponist des Jahres. 1991 war er Composer in Residence beim Festival of Sound, von 1995 bis zu seiner Emeritierung 2002 an der University of Alberta. 2003 wurde er mit dem Order of Canada und der Queen’s Golden Jubilee Medal ausgezeichnet.

## Werke
- The Melancholy Clown: A Frippery in Three Flaps für Flöte, Klarinette und Fagott, 1962
- Jubilee Overture für Orchester, 1964, 1966
- Symphony No. 1, 1968–72
- Sketches From Natal für Streichorchester, 1970
- Aphorisms for Brass für Blechbläserquintett, 1971
- The Golyardes’ Grounde für Blechbläserquintett, 1972
- Music for Mouths, Marimba, Mbira and Roto-Toms, 1973
- Quartet ’74 für Posaunenquartett, 1974
- Concerto für Orchester, 1974, 1976, 1985
- Sagitarius: Concerto Grosso No. 1 für Blechbläserquintett und Orchester, 1975
- Three Métis Songs from Saskatchewan für Mezzosopran und Orchester oder Klavier, 1975
- Symphony No. 2 ‘…a host of nomads…’, 1976
- Four Pieces for Brass Quintet, 1976
- Saltarello für Blechbläserquintett, 1976
- Fanfare and Three Masquerades für Horn und Instrumentalensemble, 1979
- Eight Duets for Young Cellists, 1979
- The Dong with a Luminous Nose (Lear) für Mezzosopran, Viola und Klavier, 1979
- The Well Meaning Recorder, 1980
- Solemn Intrada für Posaunenchor, 1980
- African Ode: Symphony No. 3, 1981, 1983
- Images of Night für Orchester, 1982
- ukuZalwa für Orchester, 1983
- Atayoskewin: Suite for Orchestra, 1984
- Canzona für Stimme und Orchester, 1985
- Strange Spaces für Klavier, 1985
- Quintette for Winds (or...) Everythynge ye ever wanted to knowe about Essex für Flöte, Oboe, Klarinette, Horn und Fagott, 1986
- Concerto für Trompete und Orchester, 1987
- Tre Toccate für Klavier, 1987
- Three Zulu Songs für dreistimmigen Frauenchor, Flöte und Oboe, 1988
- Evangeline für Sopran, Trompete und Kammerorchester, 1993
- Electra Rising: Concerto for Cello and Orchestra 1995
- Je répondrais für Klavier, 1997
- Morning’s Minion für Orchester, 2000
- Concerto for Accordion and Orchestra, 2001